# Julia Blackburn
Julia Blackburn, née en 1948 à Londres, est une autrice britannique de fiction et d'essais. Elle est la fille du poète Thomas Blackburn et de l'artiste Rosalie de Meric.

## Biographie
The Book of Color, publié en 2005, est un roman sur sa famille. Elle est nommée pour le prestigieux Women's Prize for Fiction en 1996.
L'éducation bohème et compliquée de Julia Blackburn est le sujet de ses mémoires The Three of Us (2008).
En 2005 parait Lady in satin, une biographie de Billie Holiday, recueil de témoignages de personnes ayant connu la chanteuse, recueillis notamment par Linda Kuehl, qui s'est suicidée avant d'achever la biographie qu'elle espérait écrire. Une partie de ce matériel avait déjà été exploité par Donald Clarke pour sa biographie Wishing on the Moon.

## Récompenses

### Obtenues
- 2009 : J.R. Ackerley Award pour The Three of Us[6]
- 2015 : Prix du Livre de Jazz pour Lady in satin

### Nominations
- 1996 : Orange Prize pour The Book of Colour
- 1999 : Orange Prize pour The Leper's Companions
- 1999 : prix James Tait Black du meilleur roman pour The Leper's Companions
- 2011 : prix Costa pour Thin Paths: Journeys In and Around an Italian Mountain Village
- 2012 : Dolman Best Travel Book Award (en) pour Thin Paths: Journeys In and Around an Italian Mountain Village
- 2019 : Wainwright Prize (en) pour Time Song: Searching for Doggerland[7]

### Traduit en français

#### Romans
- Julia Blackburn (trad. de l'anglais par Valérie Malfoy), Le livre des sortilèges [« The Book of Colour »], Paris, Calmann-Lévy, 28 août 1996 (1re éd. 1995), 166 p. (ISBN 978-2702126332).

#### Essais
- Julia Blackburn (trad. de l'anglais par Valérie Malfoy), Daisy et les aborigènes : Sur les traces d'une aventurière dans le désert australien [« Daisy Bates in the Desert: A Woman's Life Among the Aborigines »], Calmann-Lévy, 17 avril 1996 (1re éd. 1994), 228 p. (ISBN 978-2702125922).
- Julia Blackburn (trad. de l'anglais par Nicolas Guichard), Lady in satin : Billie Holiday, portrait d'une diva par ses intimes [« With Billie: A New Look at the Unforgettable Lady Day »], Rivages, coll. « Rivages Rouge », mars 2015 (1re éd. 2005), 336 p. (ISBN 978-2-7436-3159-8, présentation en ligne)[8],[9].

### Inédits en français

#### Romans
- 1999 : The Leper's Companions

#### Essais
- 1979 : The White Men: The First Response of Aboriginal Peoples to the White Man
- 1991 : Charles Waterton, 1782–1865: Conservationist and Traveller
- 2000 : The Emperor's Last Island: Journey to St.Helena
- 2002 : Old Man Goya
- 2007 : My Animals and Other Family
- 2008 : The Three of Us: A Family Story
- 2011 : Thin Paths: Journeys In and Around an Italian Mountain Village
- 2015 : Threads: The Delicate Life of John Craske
- 2019 : Time Song: Searching for Doggerland